# Кона (Венеција)
Кона је насеље у Италији у округу Венеција, региону Венето.
Према процени из 2011. у насељу је живело 373 становника. Насеље се налази на надморској висини од 2 м.

## Становништво
| 1951. | 1961. | 1971. | 1981. | 1991. | 2001. | 2011. |
| ----- | ----- | ----- | ----- | ----- | ----- | ----- |
| 7.350 | 4.574 | 3.455 | 3.489 | 3.358 | 3.253 | 3.175 |